# Самозлейка
Самозле́йка (рос. Самозлейка, ерз. Сомазляй) — село у складі Ковилкінського району Мордовії, Росія. Входить до складу Мамолаєвського сільського поселення.
Населення — 261 особа (2010; 308 у 2002).
Національний склад станом на 2002 рік:
- мокша — 97 %